# Болтик (Коннектикут)
Болтик (англ. Baltic) — переписна місцевість (CDP) в США, в окрузі Нью-Лондон штату Коннектикут. Населення — 1186 осіб (2020).

## Географія
Болтик розташований за координатами 41°36′35″ пн. ш. 72°4′55″ зх. д. / 41.60972° пн. ш. 72.08194° зх. д. (41.609703, -72.081896).  За даними Бюро перепису населення США в 2010 році переписна місцевість мала площу 3,40 км², з яких 3,22 км² — суходіл та 0,17 км² — водойми.

## Демографія
Згідно з переписом 2010 року, у переписній місцевості мешкало 1250 осіб у 479 домогосподарствах у складі 304 родин. Густота населення становила 368 осіб/км².  Було 549 помешкань (162/км²).
Расовий склад населення:
| - 81,0 % — білих - 3,7 % — чорних або афроамериканців - 2,6 % — азіатів - 1,6 % — корінних американців - 0,1 % — вихідців з тихоокеанських островів - 5,4 % — осіб інших рас |

До двох чи більше рас належало 5,7 %. Частка іспаномовних становила 8,7 % від усіх жителів.
За віковим діапазоном населення розподілялося таким чином: 27,9 % — особи молодші 18 років, 62,4 % — особи у віці 18—64 років, 9,7 % — особи у віці 65 років та старші. Медіана віку мешканця становила 33,1 року. На 100 осіб жіночої статі у переписній місцевості припадало 96,2 чоловіків;  на 100 жінок у віці від 18 років та старших — 95,0 чоловіків також старших 18 років.
Середній дохід на одне домашнє господарство  становив 49 915 доларів США (медіана — 42 045), а середній дохід на одну сім'ю — 57 754 долари (медіана — 48 958). Медіана доходів становила 38 958 доларів для чоловіків та 26 667 доларів для жінок. За межею бідності перебувало 17,7 % осіб, у тому числі 33,5 % дітей у віці до 18 років та 8,7 % осіб у віці 65 років та старших.
Цивільне працевлаштоване населення становило 472 особи. Основні галузі зайнятості: роздрібна торгівля — 25,6 %, мистецтво, розваги та відпочинок — 21,2 %, виробництво — 14,8 %, освіта, охорона здоров'я та соціальна допомога — 10,4 %.